# Boris Trajkovski
Boris Trajkovski makedonsky Борис Трајковски (25. červen 1956 Strumica – 26. února 2004 Stolac) byl prezident Republiky Makedonie v letech 1999–2004. Zahynul při leteckém neštěstí u jihobosenského města Stolac při letu na mezinárodní konferenci v Mostaru.
Během politické kariéry prošel několika obraty – původně byl orientovaný nacionalisticky a jako kandidát konzervativně nacionalistické strany VMRO-DPMNE byl zvolen prezidentem. Ve své funkci však vystupoval umírněně a svá rozhodnutí činil s ohledem na mezinárodní souvislosti. Hlavně díky jeho snaze byla v roce 2001 podepsána Ochridská dohoda, která odvrátila občanskou válku. Podle některých názorů příliš ustoupil albánské menšině. Prosazoval severomakedonské začlenění do NATO a EU.